# 北萨卡拉
北萨卡拉是爱沙尼亚維爾揚迪縣的一个乡村型市镇。行政中心为蘇雷亞尼。市镇面积为1153平方公里，2021年时人口数量为7,929人。

## 行政管理
2017年爱沙尼亚行政改革后，原沃赫馬市、克奧市镇、克普市镇和蘇雷亞尼市镇合并成新的北萨卡拉市镇。
新的市镇包括蘇雷亞尼和沃赫馬两个非独立市、两个小镇和70个村庄。